# Vilma Lwoff-Parlaghy

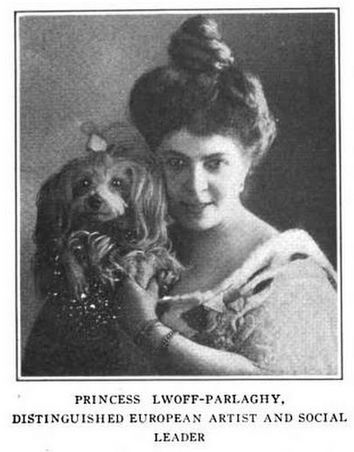
Lwoff-Parlaghy con su perro, de una publicación de 1908.

Elisabeth Vilma Lwoff-Parlaghy, nacida como Brachfeld Vilma Erzsébet, (Hajdúdorog, 15 de abril de 1863-Nueva York, 28 de agosto de 1923) fue una retratista de origen húngaro que trabajó en Alemania y Estados Unidos. Se sabe que pintó alrededor de 120 retratos de estadounidenses y europeos prominentes entre 1884 y 1923.

## Primeros años
Lwoff-Parlaghy recibió su educación como artista en Budapest y más tarde por Franz Quaglio y Wilhelm Dürr el Joven en Múnich, donde adoptó el estilo de Franz von Lenbach. Un retrato de su madre ganó su atención pública en Berlín en 1890.
Ese año, estalló la controversia sobre un retrato de Von Moltke o del emperador alemán Guillermo II; las fuentes varían. Fue rechazado en su presentación inicial por el jurado de la Exposición Internacional de Berlín, pero restaurado a petición u orden personal del Emperador. Su exposición de retratos en el Salón de París de 1892 a 1894 le dio más atención al público.
Lwoff-Parlaghy exhibió su trabajo en el Palacio de Bellas Artes y elEdificio de la Mujer en la Exposición Mundial Colombina de 1893 en Chicago, Illinois.
En 1896 visitó por primera vez la ciudad de Nueva York. Al regresar a Europa en 1899, se casó con el príncipe ruso Lwoff en Praga; se divorciaron rápidamente, aunque ella continuó llamándose «Princesa Lwoff-Parlaghy» usando su nombre de artista con la autorización del príncipe Lwoff. El príncipe también continuó proporcionándole una asignación anual permanente. Volvió a visitar Nueva York en 1899, donde su retrato del almirante George Dewey se convirtió en la base de un mayor éxito. Al regresar a Europa en 1900, tuvo una hija, Wilhelmina Nors, cuyo padre, Peter Nors, un oficial o funcionario danés, era el compañero de la princesa en ese momento (al menos en 1905). Su hija, Wilhelmina Nors (generalmente Vilma Nors), nació en agosto de 1906 en Gran Bretaña y fue criada por una niñera en Londres. Vilma Lwoff-Parlaghy también vivió en Berlín y Niza, entre 1900 y 1908, antes de su regreso permanente a Nueva York en 1908.

## Manhattan

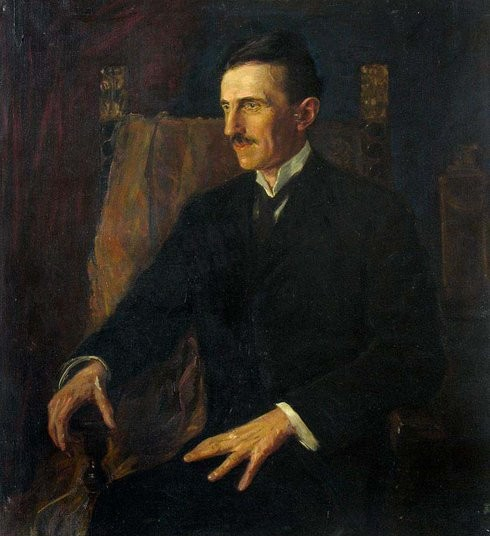
Retrato azul de Nikola Tesla, 1916.

En Manhattan vivía con estilo en una suite de catorce habitaciones en el tercer piso del nuevo Hotel Plaza, que incluía una capilla privada; su séquito allí incluía un cirujano personal y un chambelán, así como un león mascota llamado "Goldfleck" Cuando murió "Goldfleck", ella lo enterró en el cementerio de mascotas Hartsdale.
La princesa había visto al cachorro de león en el circo Ringling Brothers y pidió comprarlo, pero los dueños del circo se negaron. Sin embargo, acordaron venderlo al héroe de la guerra civil estadounidense Daniel E. Sickles, cuyo retrato la princesa había pintado recientemente. Le dio el cachorro de inmediato a la agradecida Lwoff-Parlaghy como regalo.
Se hizo conocida como retratista de la Quinta Avenida, en parte como resultado de una visita muy publicitada en 1911 a su primo Abbott Lawrence Lowell, entonces presidente de Harvard, durante la cual viajó a Boston en un vagón de ferrocarril privado e insistió en cenar en su propia casa con su vajilla de oro sólido.
En 1913 celebró su quincuagésimo cumpleaños con una exposición de una serie de sus retratos alemanes en la Plaza. En 1916 se trasladó a Park Avenue, comenzando su residencia con la presentación de un retrato de John Burroughs; ese mismo año presentó su llamado «retrato azul» del inventor Nikola Tesla en su estudio en 109 East 39th Street. Este fue el único retrato para el que Tesla se sentó durante su vida. Celebró su sexagésimo cumpleaños en 1923 con una exhibición de lo que ella llamó su Salón de la Fama de Manhattan en el Carlton en Madison Avenue .
Nadie sabía de dónde venía el dinero de la princesa, pero en 1914, cuando estalló la Primera Guerra Mundial en Europa, su riqueza que alguna vez fue abundante desapareció repentinamente. Poco después, fue perseguida por su abogado, el banquero y los establos donde subía a sus caballos, por falta de pago. Ella huyó, dejando atrás su suite Plaza, una factura impaga de 12000 dólares y numerosas pertenencias. En 1923, murió en una habitación estrecha en East 39th Street, rodeada de sus obras de arte no vendidas y una sola sirvienta como acompañante, con una fila de acreedores esperando fuera de su puerta.
Cuando Lwoff-Parlaghy murió en 1923, el poeta Edwin Markham pronunció su discurso fúnebre. Está enterrada en el cementerio Woodlawn en el Bronx.

## Retratos seleccionados

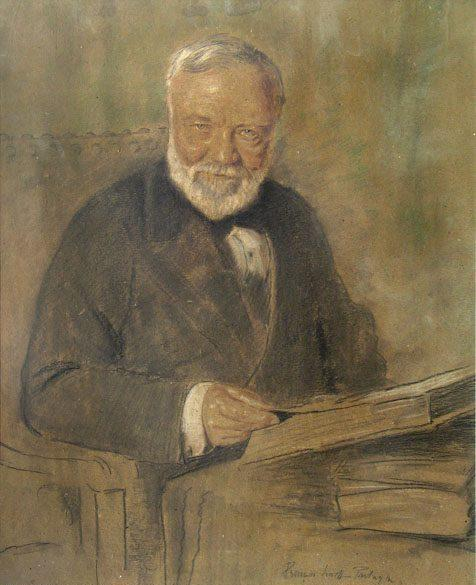
Andrew Carnegie
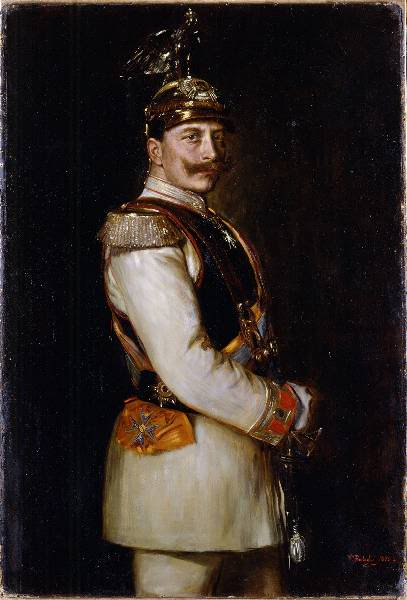
Káiser Guillermo II
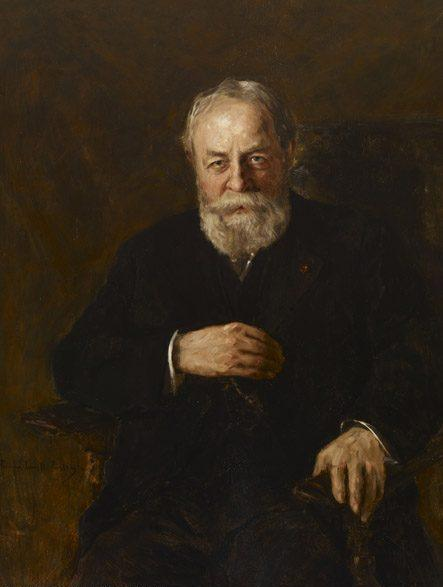
John Burroughs
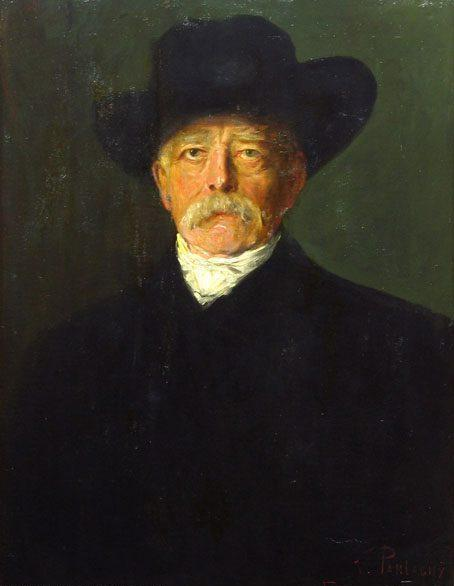
Otto von Bismarck
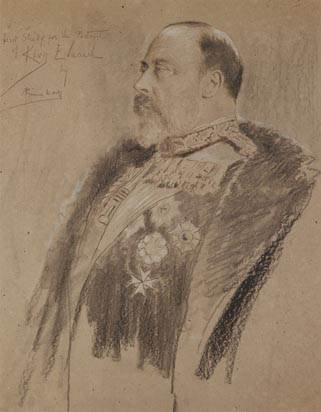
Rey Eduardo VII

La mayoría de estos retratos fueron parte de la exposición «Salón de la Fama de Manhattan», 1923.